# 黄梅戏

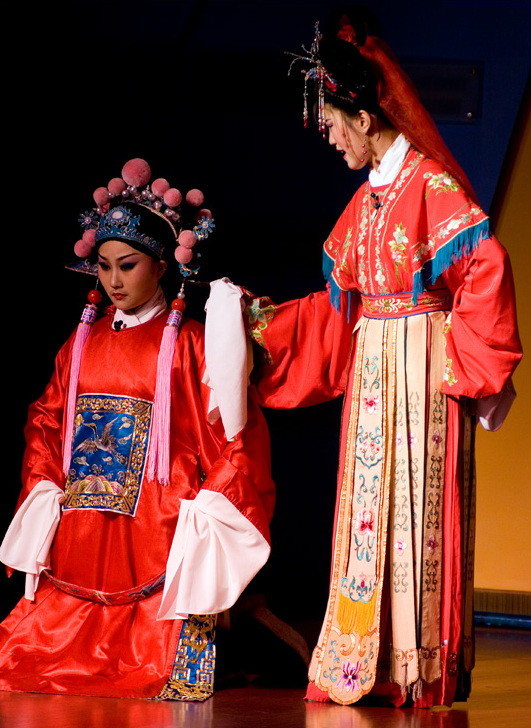
黃梅戲名段-女駙馬

黄梅戏，是中国五大戏曲剧种之一，黄梅戏起源於湖北省黃梅縣一带的采茶调，又称黄梅调，在清中后期，采茶调与湖北黃梅当地民间戏曲结合，并用歌唱和念白，逐渐发展为一个新的戏曲剧种，这就是早期的黄梅戏的雏形。其后黃梅調又借鉴吸收了青阳腔和徽调的音乐、表演和剧目，开始演出“本戏”。爾后於安庆府为中心發展壯大，并经过一百多年的发展，最终黄梅戏成为安徽主要的地方戏曲剧种，并且随着向周边的江西省九江市传播以后延伸，最终成为全国知名的大剧种，在湖北、江西、福建、浙江、江苏、香港特区等地以及台灣亦有黄梅戏的专业或业余的演出团体，受到广泛的欢迎。中華人民共和國成立后，迅速发展成對全中国有影响力的剧种，并揚名海外。2006年黄梅戏入选第一批中国国家级非物质文化遗产。

## 历史

### 民國時期
这一阶段，黄梅戏演出活动渐渐职业化，并从农村草台走上了城市舞台。黄梅戏进入安庆城区后，曾与京剧合班，并在上海受到越剧、扬剧、淮剧和从北方来的评剧（时称“蹦蹦戏”）的影响，在演出的内容与形式上都起了很大变化。当时的艺人编排、移植了一批新剧目，其中有连台本戏《文素臣》、《宏碧缘》、《华丽缘》、《蜜蜂记》等。音乐方面，对传统唱腔进行初步改革，减少了老腔中的虚声衬字，使之明快、流畅，观众易于听懂所唱的内容。取消了帮腔，试用胡琴伴奏。表演方面，吸收融化了京剧和其他兄弟剧种的程式动作，丰富了表现手段。其它如服装、化妆和舞台设置，亦较农村草台时有所发展。

### 中华人民共和国初期
1952年，安庆黄梅戏艺人带着《打猪草》、《蓝桥会》等剧目到上海演出，广受好评。自此之后，黄梅戏从安庆地方小戏逐渐成长为全国性剧种，并名扬异域。1955年石挥导演，严凤英、王少舫合演的《天仙配》，轰动海内外，以至于港台电影界在一段时期内大量出现所谓“黄梅调电影”。其中以香港邵氏兄弟（香港）有限公司出产的为典型，李翰祥导演当时主导了多部黄梅调电影。代表作有：《貂蝉》、《江山美人》、《凤还巢》、《杨乃武与小白菜》、《玉堂春》等。这些“黄梅调”电影也为黄梅戏在港台和海外的传播起到了很大的推动作用。直到21世纪，仍时有港台电影中穿插有黄梅戏（或带黄梅戏风情）的唱段，如王菲、梁朝伟主演的《天下无双》等。
安徽省和安庆市的黄梅戏剧团几十年来也造就了一大批演员，除对黄梅戏演唱艺术有突出成就的严凤英、王少舫等老一辈艺术家外，中青年演员马兰、韩再芬、吴琼等相继在舞台上、银幕上和电视屏幕上展现了各自的英姿，引起了观众的注视。
在此期间黄梅戏艺术工作者们先后整理改编了《天仙配》、《女驸马》、《罗帕记》、《赵桂英》、《慈母泪》、《三搜国丈府》等一批大小传统剧目，创作了神话剧《牛郎织女》、历史剧《失刑斩》、现代戏《春暖花开》、《小店春早》、《蓓蕾初开》。其中《天仙配》、《女驸马》和《牛郎织女》相继搬上银幕，在国内外产生了较大影响。
文化大革命讓黃梅戲瀕臨滅亡。中國黃梅戲大師嚴鳳英在文革期間因被迫害自殺，年僅38歲。死後還被軍代表以尋找“特務發報機”為由，割開喉管，挖出內臟。
安徽省安庆市截至2019年已经举办了八届黄梅戏艺术节，起到了一定影响。其中，第五届黄梅戏艺术节于2009年10月30日至11月1日在安庆举行，本届黄梅戏艺术节由中国文化部、安徽省人民政府主办，中国戏剧家协会、安徽省文化厅、安徽省广电局、安庆市人民政府承办。艺术节中除推出安徽省内外16台黄梅新戏之外，还举办了一系列其他活动，如由中国中央电视台和安庆电视台共同制作的纪录片《黄梅戏（又名“大戏黄梅”）》的首播及发行仪式等。2009年10月30日下午安徽中国黄梅戏博物馆也在安庆落成开幕，博物馆建筑面积达4000平方米，陈展面积1800平方米，总投资8500万元，基本陈列以黄梅戏的发展历程为主线。是中国首个以戏剧为主题的国家级戏剧博物馆。
近些年来，同其他传统剧种一样，黄梅戏也的发展也面临着严峻的考验。在这一背景下，黄梅戏人在继承传统的基础上，尝试进行一些改革和创新。其中以新编黄梅戏《徽州女人》为先行者和代表。这出戏是由安庆市黄梅戏二团牵头创作，著名黄梅戏表演艺术家韩再芬、黄新德领衔主演，陈薪伊、刘云程编剧，陈薪伊、曹其敬导演的。1999年6月在合肥首次亮相，该剧在传统地方戏剧的创新尝试中属于比较早的，要早于著名的“青春版”牡丹亭。该戏相较传统黄梅戏有了显著的创新，曾赴多處进行表演，并参加了“2008北京奥运重大文化活动”系列演出，引起了较为热烈的反响和评论。此后，又有一些新编黄梅戏相继创作出来，如《雷雨》、《六尺巷》、《孔雀东南飞》等。

## 艺术特色
黄梅戏主要唱腔淳朴流畅，以明快抒情见长，具有丰富的表现力；黄梅戏的表演质朴细致，以真实活泼著称。黄梅戏来自于民间，雅俗共赏、怡情悦性，她以浓郁的生活气息和清新的乡土风味感染观众。 早期黄梅戏的演出剧目，大多为老艺人自编自演的反映底层民间生活的小戏。

## 表演

### 行当
黄梅戏行当有小生、小旦、小丑、正旦、老生、老丑等。黄梅戏行当划分并不严格。
黄梅戏早期就是以“二小戏”(小生、小旦)、“三小戏”(小生、小旦、小丑)为主。

### 做工
黄梅戏的做工在自身发展的基础上，借鉴了京剧、昆曲、川剧的一些特点，独具特色。

### 唱腔和曲调
黄梅戏的唱腔曲调十分丰富，特点也各不相同。根据它们的使用范围、表现形式、音乐内涵，分为两大类。一是反映各种小戏的曲调为“花腔类”；二是反映正本戏的曲调为“平词类”。  
- 花腔，是黄梅戏所有“两小戏”和“三小戏”唱腔的总称。黄梅戏的花腔小戏曲调色彩丰富，是前辈艺人长期实践，集体智慧的结晶。它们很大一部分是从民间歌曲小调中演变而来，其中有的本身就是民歌小调。所以唱腔中体现着淳朴的民歌风味和明快的生活气息，并保持着相当浓厚的歌舞性。
- 平词类，基本属于板腔结构的唱腔，它的产生晚于花腔小戏，但在形式和表现上比花腔小戏又有所突破和前进。“平词类”唱腔包括“平词、八板、火攻、对板、哭板、彩腔、二行、三行、仙腔、阴司腔等。这些唱腔一般来自民间的“道情”、“弹词”、“高腔”、“花鼓腔”等说唱音乐。其特点是：唱词句法严谨规范，音韵分明，多为完整的十字句和七字句组成。曲调稳健、板眼固定，质朴洒脱、结构完整，表现力强、富于变化。并在其基础上延伸和发展了一套与之密切相连的附属性唱腔曲调以及较为规范的转换方式。所以“平词类”唱腔又称为“板腔体”唱腔。平词类唱腔正是由于它具有说唱音乐的这些特点，所以它的可塑性强，表现力丰富，常作为剧目中主要唱段的首选曲调和专用唱腔，它是黄梅戏声腔艺术中的主要腔系。

### 乐器
黄梅戏主要伴奏乐器为高胡。

### 化装
黄梅戏里的化装，相对于京剧昆曲，较为写实化。

## 剧目
在剧目方面，号称“大戏三十六本，小戏七十二折”。大戏中不少表现的是底层民众对贫富悬殊的现实不满和对自由美好生活的向往。如《荞麦记》、《告粮官》、《天仙配》等。小戏大都表现的是农村劳动者的生活片段，如《点大麦》、《纺棉纱》、《卖斗箩》。
现代经常演出的剧目包括《江山美人》、《梁山伯與祝英台》、《天仙配》、《牛郎织女》、《槐荫记》、《女驸马》、《夫妻观灯》、《打猪草》、《柳树井》、《蓝桥会》、《路遇》、《龙女情》、《桃花扇》、《孟丽君》、《天女散花》、《小辞店》等。

## 著名人物

### 演员
- 严凤英、王少舫、黄宗毅、周珊、黄新德、张辉、王爱玲、马兰、韩再芬、关俊华、刘秋平、潘璟俐、熊少云、吴琼、凌波、袁玫

### 编剧
- 桑弧
- 王冠亚
- 金芝：主要作品有根据传统剧目改编创作的《讨学钱》、《打芦花》、《罗帕记》、《刘铭传》、《徽商胡雪岩》等。[18][19]

### 作曲
- 时白林[20]

## 团体
著名黄梅戏剧团有安徽省黄梅戏剧院，安庆市黄梅戏剧院，湖北省黄梅戏剧院等。台灣的劇團有蘭之馨黃梅調劇藝坊、韻清樂舞劇團等。

## 教育
黄梅戏是中国第三个有本科教育的戏曲剧种。 目前，安庆师范大学设置有黄梅戏表演本科专业。
此外，还有专业的黄梅戏戏曲专修学校。安徽黄梅戏艺术职业学院是经安徽省人民政府批准、教育部备案的全日制综合性公办高等艺术院校，成立于2011年4月，其前身为1958年创建的安徽黄梅戏学校。